# 中華民國陸軍突擊幹部訓練班
中華民國陸軍突擊幹部訓練班，簡稱突擊兵訓，係專指中華民國陸軍在臺灣創辦的特種部隊作戰訓練班，屬於步兵戰技訓練。

## 沿革
1943年，太平洋戰爭中，法蘭克·麥瑞爾在緬甸組織了一隻2,900人的突擊隊「麥瑞爾突擊隊」，成為現代美國遊騎兵部隊的開端。在緬甸作戰期間，麥瑞爾突擊隊與孫立人領導的中國遠征軍合作，取得密支那戰役等勝利。因為孫立人曾率部多次救援麥瑞爾突擊隊，因此在他們的徽章上加上中華民國國徽，以表彰孫立人與他們的友誼。在第二次世界大戰結束後，麥瑞爾突擊隊被正式編制為第75遊骑兵團，在其徽章上仍保持了中華民國國徽。
中華民國國軍在臺灣的突擊兵訓練，最早可追溯至孫立人帶到臺灣高雄鳳山的國民革命軍陸軍新編第一軍幹部。當時孫立人將其轄下由中國大陸抵臺軍人編成六個『突擊總隊』，預備伺機反攻大陸。後因國際局勢變化（見韓戰），突擊總隊改編為幹部訓練班，並施以孫立人在美軍校所受之相同訓練，期末以實彈對抗驗證。孫立人兵變案後，孫立人及其部屬遭受整肅。鑒於英美於二戰時使用英國突擊隊與美國陸軍遊騎兵在敵後作戰的技術與經驗可用於國軍反攻大陸，在美軍顧問團建議下，國軍決定創立仿美軍遊騎兵學校的機構。1960年，由李建中與吳東明，保送至美國步兵學校受步兵訓與空降訓，但僅有李建中結訓。
1961年，中華民國國防部於步兵學校成立突擊兵幹部訓練班（當時簡稱『突擊兵組』），招訓對象為中華民國陸軍與中華民國海軍陸戰隊優秀軍官／士官。
1964年，陸軍特種作戰學校（簡稱『特戰學校』）成立於桃園縣龍潭鄉九龍村。1966年，突擊兵組改隸其下。
1969年，擴大招訓範圍至中華民國陸軍軍官學校學生。
1973年再擴大至一般陸軍野戰步兵師與空降特戰部隊之士官／士兵。此時期除了在特戰學校施訓外，部分高級訓練移至臺灣省新竹縣尖石鄉新樂村煤源部落的鐵嶺特種作戰基地。
1979年，特戰學校因『靖安二號專案』生效解編，突擊兵訓暫時中止。
1980年代初期，中華民國參謀總長郝柏村上將邀請美軍退役將官到臺灣協助國軍訓練，當時住在前美軍顧問辦公處「大福營區」，故稱為『大福顧問組』。
1987年時，因美軍顧問團建議恢復突擊兵訓練與機構，空降特種作戰訓練中心恢復了突擊幹部訓練班。
突擊幹部訓練班在全盛時，曾一年招收12期班隊，對象包括全陸軍優秀官士兵、中華民國陸軍101兩棲偵察營、國防部天威部隊（任務編組）、高空排、陸軍特勤隊等單位；後因精實案、精進案、精粹案，國軍逐年裁減特種部隊，訓練規模已大幅縮減，目前一年招收2期。訓練教官除赴美軍遊騎兵學校受訓者外，亦有陸軍特種作戰學校結訓之種子師資，訓練方式與標準均比照美軍遊騎兵學校；結訓者可獲得有「突擊」字樣的拱形臂章，也仿自美軍。

## 精神口號
在長跑時，教官或助教常會下達「齊報」口令，所有突擊兵學員一起答數精神口號來提振精神、士氣，與調整呼吸。

突擊兵~是硬漢！不怕苦！不怕難！

突擊兵~是英雄！最勇敢！最善戰！

突擊兵~真剽悍！衝不破！打不散！

突擊兵~紀律明！有膽識！有信心！

突擊兵~本領強！攀高山！越海洋！

突擊兵~志氣宏！到敵後！建奇功！

### 引用
1. ↑  陳亮言. . 新竹新聞網 (新文媒體有限公司). 2006-09-30  [2024-06-03]. （原始内容存档于2013-09-20） （中文（臺灣））.

### 來源
- . 國防部軍事新聞通訊社. 2012-10-05  [2024-06-03]. （原始内容存档于2016-03-04） （中文（臺灣））.

- . 中華民國陸軍 - 活動剪影. 國防部. 2016-03-07  [2024-06-03]. （原始内容存档于2016-05-31） （中文（臺灣））.

## 外部連結
- YouTube上的《台灣特戰部隊》：突擊兵幹訓班 （页面存档备份，存于）